# Anaheim Convention Center
 (avril 2025).
L'Anaheim Convention Center est un centre de convention situé à Anaheim, en Californie, juste au sud du Disneyland Resort, de l'autre côté de la Katella Avenue. Les bâtiments d'origine, une salle de Basketball et un centre de congrès, ont été conçus par les architectes Adrian Wilson & Associates, et ont ouvert en juillet 1967.
C'est l'un des plus grands centres de conventions et de congrès de l'ouest américain et accueille des événements comme le VidCon ou le D23.
Il a également accueilli la Star Wars Celebration en 2015.